# Lebetus guilleti
Lebetus guilleti és una espècie de peix de la família dels gòbids i de l'ordre dels perciformes.

## Morfologia
- Els mascles poden assolir 2,5 cm de longitud total.
- Nombre de vèrtebres: 25-26.[5][6]

## Hàbitat
És un peix marí i de clima temperat que viu fins als 30 m de fondària.

## Distribució geogràfica
Es troba a l'Atlàntic oriental: des de Kattegat fins a Portugal. També és present a Banyuls de la Marenda (Catalunya del Nord) i les Illes Canàries.

## Observacions
És inofensiu per als humans.